# Goubellat
Goubellat (àrab: قبلاط, Guballāṭ) és una ciutat de Tunísia, a la governació de Béja, situada uns 46 km a l'est de la ciutat de Béja. La ciutat té 3.350 habitants, però el doble amb els nuclis de la vora. A l'oest té el Djebel Morra i al sud-oest el Djebel Rihane. És capçalera d'una delegació amb una població de 17.020 habitants (cens del 2004).

## Administració
És el centre de la delegació o mutamadiyya homònima, amb codi geogràfic 21 58 (ISO 3166-2:TN-12), dividida en vuit sectors o imades:
- Goubellat (21 58 51)
- El Gammarthi (21 58 52)
- Guerram (21 58 53)
- Dour Esmail (21 58 54)
- Bir El Euch (21 58 55)
- Kheniguet Ed-Dahane (21 58 56)
- Khacheb (21 58 57)
- Cheikh El Ouediane (21 58 58)

Al mateix temps, forma una municipalitat o baladiyya (codi geogràfic 21 17).